# カプコン対データイースト裁判
カプコン対データイースト裁判（カプコンたいデータイーストさいばん、英: Capcom U.S.A. Inc. v. Data East Corp.）は、1994年にカプコンとデータイーストがコンピュータゲームの知的財産権を争った裁判である。
カプコンUSAは、データイーストの制作したゲーム『ファイターズヒストリー』が『ストリートファイターII』の著作権を侵害したとして、損害賠償とゲームの販売差し止めの仮処分を求め、カリフォルニア北部地区連邦地方裁判所に提訴、そこで『ファイターズヒストリー』の企画書に『ストリートファイターII』への複数の言及が含まれることが明らかとなった。こうした意図的な模倣が行われていたにもかかわらず、裁判所は、類似点の大部分は著作権で保護されないため、著作権侵害にあたらないとの判断を下した。ウィリアム・H・オーリック・ジュニア判事は、マージ理論と呼ばれる法原理を適用し、特定のアイデアの独占的な使用を実質的に与えてしまうような著作権の保護は認められないとの見解を示した。

## 背景

### 経緯
1991年、ゲームメーカーのカプコンは『ストリートファイターII』を発売、その人気により対戦型格闘ゲームというジャンル隆盛の起爆剤となった。他社も続々と参入し、1993年にはデータイーストが自社開発の1対1の対戦型格闘ゲーム『ファイターズヒストリー』を発売した。この2つのゲームは、他の対戦型格闘ゲームと比較しても、キャラクターデザインやアートワーク、必殺技や操作性に至るまで、多くの類似点があり、それに気づいた複数の人物がカプコンを訪れ、辻本憲三に直訴した。カプコンはすぐに日本、アメリカ両国での提訴に踏み切り、6億2,300万円の損害賠償の請求と、『ファイターズヒストリー』の販売差し止めの仮処分を求めた。

### 法律
このケースの裁判は類似点が著作権で保護されているかが争点となる。データイーストは、「アタリ対フィリップス」の裁判（en:Atari, Inc. v. North American Philips Consumer Electronics Corp.）で『K.C. Munchkin!』と『パックマン』の類似性について、あらゆる模倣が著作権侵害になるわけではないと証言したビル・クンケルを専門家証人として招聘した。アタリ対フィリップスでは、裁判所は、『K.C. Munchkin!』と『パックマン』は実質的に類似しているとして著作権侵害を認める判決を下しているが、同時にゲームのいくつかの点には、標準的もしくは一般的なものがあり、そういったものは著作権で保護されないとも指摘していた。
1980年代後半には、裁判所はクローンゲームに対し、より寛容な対応を見せるようになり、包括的な概念、一般的な基準、ありふれた情景など、創造性の多くの要素が、著作権の保護の対象ではないとの判断を示すようになった。1988年のデータイースト対エピックス裁判においては、エピックスのゲーム『World Karate Championship』の『空手道』とのあらゆる類似性は保護の対象ではなく、データイーストの著作権を侵害していないとの裁定が下った。
そこから数年後、データイーストは立場を入れ換えて裁判に臨むこととなった。カプコン側は、ストーリーや画面構成、キャラクターや、その動作の類似点に触れ、22か所もの『ストリートファイターII』への言及が含まれる『ファイターズヒストリー』の企画書を状況証拠として示した。対するデータイースト側は、対戦格闘ゲームのジャンルでは自社の『空手道』が元祖であり、蹴り動作などに類似点はあるが「一般的な武道の動作で、その権利は所有されない」と述べ、著作権は発生しないとの主張で対抗した。エピックスとの裁判で一般的なアイデアは保護されないと判断されていたため、データイーストは、この主張に自信を持っていた。

## 判決
ウィリアム・H・オーリック・ジュニア判事は、データイーストが、流行している『ストリートファイターII』を模倣した強い証拠が存在すると述べ、「春麗のクローン」（劉飛鈴）や同等の必殺技などの類似点を指摘した。また「問題となる8組のキャラクターと27個の必殺技のうち、ファイターズヒストリーの3人のキャラクターと5個の必殺技は、ストリートファイターIIの保護対象となるキャラクターや必殺技との類似性が認められる」とした上で、「ストリートファイターIIには、全部で12のキャラクターと650の動作の要素があり、その大半は保護されない一般的なパンチや蹴り動作であることをカプコンは認めなければならない。」と指摘した。
最終的には、コピーされた要素は「ありふれた情景（仏: scènes à faire）」であり、著作権で保護されないとの判決により、カプコンの差止請求は棄却された。オーリック判事は、特定のアイデアの独占的な使用を実質的に与えてしまうような著作権の保護は認められないとする「マージ理論」という法原理を適用し「ゲームは、抽象的なルールや、遊びのアイデアで構成されるため、著作権保護の範囲に含まれない。したがって、現在審理している2つのゲームのような視聴覚芸術は、そのほとんどが著作権では保護されない。」と言明した。

### 係争の終結
1994年3月16日にアメリカで差止請求が棄却された後も、両社の日米両国での係争は継続していたが、1994年10月31日、東京地裁からの和解勧告に対し、カプコンは「訴訟を継続しても、現状の法解釈上、著作権侵害が認められることは困難」との認識を示し応諾、データイーストがこれを受け入れたため、日本での和解が成立。データイースト側からの反訴も含めた両社の全ての訴えは、取り下げられることとなった。それに伴い、アメリカにおける訴訟も、1994年11月8日に和解による取り下げで終結した。

## 影響
この判決は、ゲームの一般的な類似性は、著作権法の下で容認されるという原則の拡大に影響し、2012年のテトリスの訴訟（en:Tetris Holding, LLC v. Xio Interactive, Inc.）で、ゲームをプレイするためのフィールドの大きさや、次に落ちてくるピースの表示方法などの、より具体的なゲームの要素は、保護対象になるとの判断が示されるまで、長年にわたり裁判でクローンゲーム有利の判決が下されることとなった。
John Quagliarielloは、この裁判は、コンピュータゲームの著作権者が、訴訟のコストや敗訴のリスクを勘案した場合に、潜在的な著作権侵害に対する提訴を、ほとんど不可能にした事例の1つであると論じている。クリス・コーラーは、ゲーム制作における萎縮効果は抑止され、模倣と反復によるゲーム業界の発展を可能にした判決であると述べた。弁護士のスティーブン・マッカーサーは、アタリ対アミューズメントワールド裁判、データイースト対エピックス裁判とともに、クローンに有利な裁定が下った代表例の1つとして紹介している。